# Федеральное агентство воздушного транспорта
Федеральное агентство воздушного транспорта (Росавиация) — федеральный орган исполнительной власти, осуществляющий функции по оказанию государственных услуг и управлению государственным имуществом в сфере воздушного транспорта (гражданской авиации), использования воздушного пространства Российской Федерации, аэронавигационного обслуживания пользователей воздушного пространства Российской Федерации и авиационно-космического поиска и спасания, функции по оказанию государственных услуг в области транспортной безопасности в этой сфере, а также государственной регистрации прав на воздушные суда и сделок с ними, находящийся в ведении Министерства транспорта Российской Федерации.
Росавиация образована в рамках административной реформы в соответствии с Указом Президента Российской Федерации от 09.03.2004 № 314 «О системе и структуре федеральных органов исполнительной власти».
Формально Росавиация является вновь образованным органом, однако фактически создана на основе ранее существовавших структурных подразделений Минтранса России и специализированных федеральных органов исполнительной власти, осуществлявших государственное управление в сфере воздушного транспорта.
Вместе с тем Росавиацию нельзя считать преемником Государственной службы гражданской авиации Минтранса России, так как её функции в настоящее время распределены между тремя федеральными органами исполнительной власти: Росавиацией, Ространснадзором, и Минтрансом России (Департамент государственной политики в области гражданской авиации).

## История
Органы государственного управления в сфере воздушного транспорта в СССР и РФ в хронологическом порядке:
| Наименование государственного органа                                                    | Год образования | Правовое основание образования государственного органа                                                                                          | Примечания                                                                              |
| --------------------------------------------------------------------------------------- | --------------- | --- | --------------------------------------------------------------------------------------- |
| Министерство гражданской авиации СССР                                                   | 1964            | Указ Президиума Верховного Совета СССР от 27.07.1964 «Об образовании общесоюзного Министерства гражданской авиации СССР»                        |                                                                                         |
| Департамент воздушного транспорта Министерства транспорта Российской Федерации          | 1991            | Распоряжение Совета Министров РСФСР от 18.09.1991 № 1026-р                                                                                      | Принял функции Министерства гражданской авиации СССР на территории Российской Федерации |
| Федеральная авиационная служба России                                                   | 1996            | Указ Президента РФ от 15.03.1996 № 382 «О совершенствовании системы государственного управления транспортным комплексом в Российской Федерации» |                                                                                         |
| Федеральная служба воздушного транспорта России                                         | 1999            | Указ Президента РФ от 25.05.1999 «О структуре федеральных органов исполнительной власти»                                                        |                                                                                         |
| Государственная служба гражданской авиации Министерства транспорта Российской Федерации | 2000            | Приказ Министерства транспорта Российской Федерации от 25.09.2000 № 103 «О структуре центрального аппарата Министерства»                        | Была структурным подразделением Минтранса России и не являлась юридическим лицом        |

## Руководители
Список руководителей гражданской авиации в СССР и РФ:
| ФИО                           | Должность | Дата назначения |
| ----------------------------- | --- | --------------- |
| Евгений Федорович Логинов     | Министр гражданской авиации СССР | 1964            |
| Борис Павлович Бугаев         | Министр гражданской авиации СССР | 1970            |
| Александр Никитович Волков    | Министр гражданской авиации СССР | 1987            |
| Борис Егорович Панюков        | Министр гражданской авиации СССР | 1990            |
| Александр Александрович Ларин | Директор Департамента воздушного транспорта Министерства транспорта РСФСР                                                                                          | 1991            |
| Вадим Валентинович Замотин    | Директор Департамента воздушного транспорта Министерства транспорта Российской Федерации — первый заместитель Министра транспорта Российской Федерации             | 1993            |
| Геннадий Николаевич Зайцев    | Директор Федеральной авиационной службы России | 1997            |
| Андреев, Владимир Иванович    | Директор Федеральной службы воздушного транспорта России | 1999            |
| Александр Васильевич Нерадько | Руководитель Государственной службы гражданской авиации Министерства транспорта Российской Федерации — первый заместитель Министра транспорта Российской Федерации | 2000            |
| Шипиль, Николай Владимирович  | Руководитель Федерального агентства воздушного транспорта | 2004            |
| Александр Алексеевич Юрчик    | Руководитель Федерального агентства воздушного транспорта | 2005            |
| Евгений Викторович Бачурин    | Руководитель Федерального агентства воздушного транспорта | 2007            |
| Курзенков Геннадий Кузьмич    | Руководитель Федерального агентства воздушного транспорта | 2008            |
| Александр Васильевич Нерадько | Руководитель Федерального агентства воздушного транспорта, с 6 марта 2020 года также первый заместитель министра транспорта России                                 | 2009            |
| Дмитрий Викторович Ядров      | Руководитель Федерального агентства воздушного транспорта с 15 сентября 2023 года                                                                                  | 2023            |

## Функции ведомства
Основными функциями Федерального агентства воздушного транспорта в установленной сфере деятельности являются:
- Организация исполнения федеральных целевых программ и федеральной адресной инвестиционной программы;
- Оказание имеющих общественную значимость государственных услуг на установленных федеральным законодательством условиях неопределенному кругу лиц, в том числе в целях: реализации комплекса мер по организации обеспечения выполнения международных и внутренних полётов; реализации комплекса мер, направленных на обеспечение защищенности объектов транспортной инфраструктуры и транспортных средств от актов незаконного вмешательства;
- Издание индивидуальных правовых актов на основании и во исполнение Конституции Российской Федерации, федеральных конституционных законов, федеральных законов, актов и поручений Президента Российской Федерации, Правительства Российской Федерации и Министерства транспорта Российской Федерации;

Федеральное агентство воздушного транспорта является Руководящим органом Единой системы организации воздушного движения РФ.

## Центральный аппарат

### Руководство
- Руководитель Росавиации — Дмитрий Викторович Ядров
  - Заместитель руководителя — Потемкин Андрей Александрович
  - Заместитель руководителя — Андрианова Наталья Валерьевна
  - Заместитель руководителя — Добряков Андрей Анатольевич

### Управления

#### Управление лётной эксплуатации
- Отдел лётно-методической работы
- Отдел сертификации эксплуатантов
- Отдел высшей квалификационной комиссии, выдачи свидетельств, сертификации Авиационных учебных центров и авиационной медицины

#### Управление инспекции по безопасности полётов
- Отдел управления безопасностью полётов
- Отдел расследования и профилактики авиационных событий
- Отдел государственной регистрации гражданских воздушных судов, прав и сделок с ними

#### Управление поддержания лётной годности воздушных судов
- Отдел поддержания лётной годности российских воздушных судов
- Отдел поддержания лётной годности иностранных воздушных судов
- Отдел инспектирования воздушных судов, сертификации организаций технического обслуживания и ремонта, выдачи свидетельств техническому персоналу
- Отдел технического развития

#### Управление аэропортовой деятельности
- Отдел эксплуатации и сертификации аэропортов и аэродромов

- Отдел планирования и реализации программ развития
- Отдел организационного обеспечения
- Отдел сертификации светосигнального оборудования

#### Управление транспортной безопасности
- Отдел планов и программ обеспечения транспортной безопасности
- Отдел аккредитации специализированных организаций, категорирования и ведения реестра объектов гражданской авиации
- Отдел оценки уязвимости объектов гражданской авиации
- Отдел сертификации объектов гражданской авиации
- Отдел аккредитации подразделений транспортной безопасности

#### Управление организации использования воздушного пространства
- Отдел организации воздушного движения и использования воздушного пространства
- Отдел организации структуры воздушного пространства
- Отдел аэронавигационного и метеорологического обеспечения полётов

#### Управление радиотехнического обеспечения полётов и авиационной электросвязи
- Отдел модернизации систем и средств радиотехнического обеспечения полётов и авиационной электросвязи
- Отдел организации выдачи свидетельств юридическим лицам, осуществляющим аэронавигационное обслуживание
- Отдел организации технической эксплуатации и сертификации средств радиотехнического обеспечения полётов и авиационной электросвязи

#### Управление организации авиационно-космического поиска и спасания
- Отдел организации авиационного поиска и спасания
- Отдел организации поисково-спасательного обеспечения полётов космических объектов
- Протокольный отдел

#### Управление регулирования перевозок и международного сотрудничества
- Отдел регулирования международных перевозок
- Отдел регулирования внутренних перевозок
- Отдел регулирования грузовых перевозок и опасных грузов
- Отдел международных отношений
- Отдел по работе с международными организациями

#### Управление особо важных полётов и специальных программ
- Отдел организации и контроля особо важных и специальных полётов
- Отдел мобилизационной подготовки и гражданской обороны
- Отдел специальной связи

#### Управление государственной службы и кадров
- Отдел государственной службы и кадров
- Отдел противодействия коррупции и наград
- Отдел учебных заведений гражданской авиации и подготовки кадров

#### Управление финансового обеспечения, бюджетного планирования и отчётности
- Отдел сводного бюджетного планирования
- Отдел организации финансирования и мониторинга бюджетных расходов
- Отдел финансирования и бюджетного учёта центрального аппарата
- Отдел внутреннего аудита

#### Управление экономики и программ развития
- Отдел формирования и отчётности федеральных целевых программ
- Отдел экономики
- Отдел аэропортовых сборов и сборов за АНО
- Отдел проектной деятельности

#### Управление правового обеспечения и имущественных отношений
- Отдел подготовки и экспертизы правовых актов
- Отдел государственного заказа, договорной работы и развития государственно-частного партнерства
- Отдел правоприменительной и судебной практики
- Отдел управления государственным имуществом
- Отдел земельного фонда

#### Управление цифровой трансформации и обеспечения
- Отдел цифровой трансформации информационного обеспечения
- Отдел делопроизводственного обеспечения и контроля
- Отдел материально-технического обеспечения

#### Управление сертификации авиационной техники
- Отдел сертификации авиационной техники
- Отдел подтверждения соответствия организаций разработчиков и изготовителей авиационной техники
- Отдел контроля за процедурами сертификации
- Отдел по взаимодействию с авиационными администрациями

## Территориальные органы

### Центральный федеральный округ
- Центральное МТУ Росавиации

### Северо-Западный федеральный округ
- Архангельское МТУ Росавиации
- Коми МТУ Росавиации
- Северо-Западное МТУ Росавиации

### Южный федеральный округ
- Южное МТУ Росавиации

### Уральский федеральный округ
- Тюменское МТУ Росавиации
- Уральское МТУ Росавиации

### Сибирский федеральный округ
- Красноярское МТУ Росавиации
- Западно-Сибирское МТУ Росавиации
- Восточно-Сибирское МТУ Росавиации

### Дальневосточный федеральный округ
- Северо-Восточное МТУ Росавиации
- Камчатское МТУ Росавиации
- Дальневосточное МТУ Росавиации
- Саха (Якутское) МТУ Росавиации

### Приволжский федеральный округ
- Приволжское МТУ Росавиации

## Подведомственные организации

### Федеральные государственные унитарные предприятия
- ФГУП «Государственная корпорация по организации воздушного движения в Российской Федерации»
- ФГУП «Администрация гражданских аэропортов (аэродромов)»
- ФГУП «Государственный проектно-изыскательский и научно-исследовательский институт гражданской авиации „Аэропроект“»
- ФГУП «Государственный научно-исследовательский институт гражданской авиации»

### Федеральные казённые учреждения

#### Авиационные поисково-спасательные центры
- ФКУ «Дальневосточный авиационный поисково-спасательный центр»
- ФКУ «Сибирский авиационный поисково-спасательный центр»
- ФКУ «Уральский авиационный поисково-спасательный центр»
- ФКУ «Приволжский авиационный поисково-спасательный центр»
- ФКУ «Южный авиационный поисково-спасательный центр»
- ФКУ «Северо-Западный авиационный поисково-спасательный центр»
- ФКУ «Центральный авиационный поисково-спасательный центр»

#### Региональные поисково-спасательные базы
- ФКУ «Уфимская региональная поисково-спасательная база»
- ФКУ «Казанская региональная поисково-спасательная база»
- ФКУ «Анадырская региональная поисково-спасательная база»
- ФКУ «Вологодская региональная поисково-спасательная база»
- ФКУ «Красноярская региональная поисково-спасательная база»
- ФКУ «Ухтинская региональная поисково-спасательная база»
- ФКУ «Камчатская региональная поисково-спасательная база»
- ФКУ «Хабаровская региональная поисково-спасательная база»
- ФКУ «Сахалинская региональная поисково-спасательная база»
- ФКУ «Братская региональная поисково-спасательная база»
- ФКУ «Иркутская региональная поисково-спасательная база»

### Федеральные казённые предприятия
- ФКП «Аэропорты Севера»
- ФКП «Аэропорты Камчатки»
- ФКП «Аэропорты Чукотки»
- ФКП «Аэропорты Красноярья»
- ФКП «Аэропорт Амдерма»
- ФКП «Аэропорты Дальнего Востока»
- ФКП «Аэропорт Кызыл»

### Федеральные бюджетные учреждения
- ФБУ «Центральная клиническая больница гражданской авиации»
- ФБУ «Служба единой системы авиационно-космического поиска и спасания»

#### Образовательные ФБУ
- ФГБОУ ВО «Ульяновский институт гражданской авиации имени Главного маршала авиации Б. П. Бугаева»
- ФГБОУ ВО «Санкт-Петербургский государственный университет гражданской авиации»
- ФГБОУ ВО «Московский государственный технический университет гражданской авиации»

### Федеральные автономные учреждения
- ФАУ «Авиационный регистр Российской Федерации»

#### ФАУ дополнительного профессионального образования
- ФГАУ ДПО «Архангельский авиационный учебный центр»
- ФГАУ ДПО «Северо-Кавказский учебно-тренировочный центр гражданской авиации»
- ФГАУ ДПО «Уральский учебно-тренировочный центр гражданской авиации»
- ФГАУ ДПО «Центр подготовки и сертификации авиационного персонала»
- ФГАУ ДПО «Коми региональный центр подготовки авиационного персонала»